# Groß Krams
Groß Krams is een gemeente in de Duitse deelstaat Mecklenburg-Voor-Pommeren, en maakt deel uit van het Landkreis Ludwigslust-Parchim.
Groß Krams telt 170 inwoners.